# Essener Lichtwochen

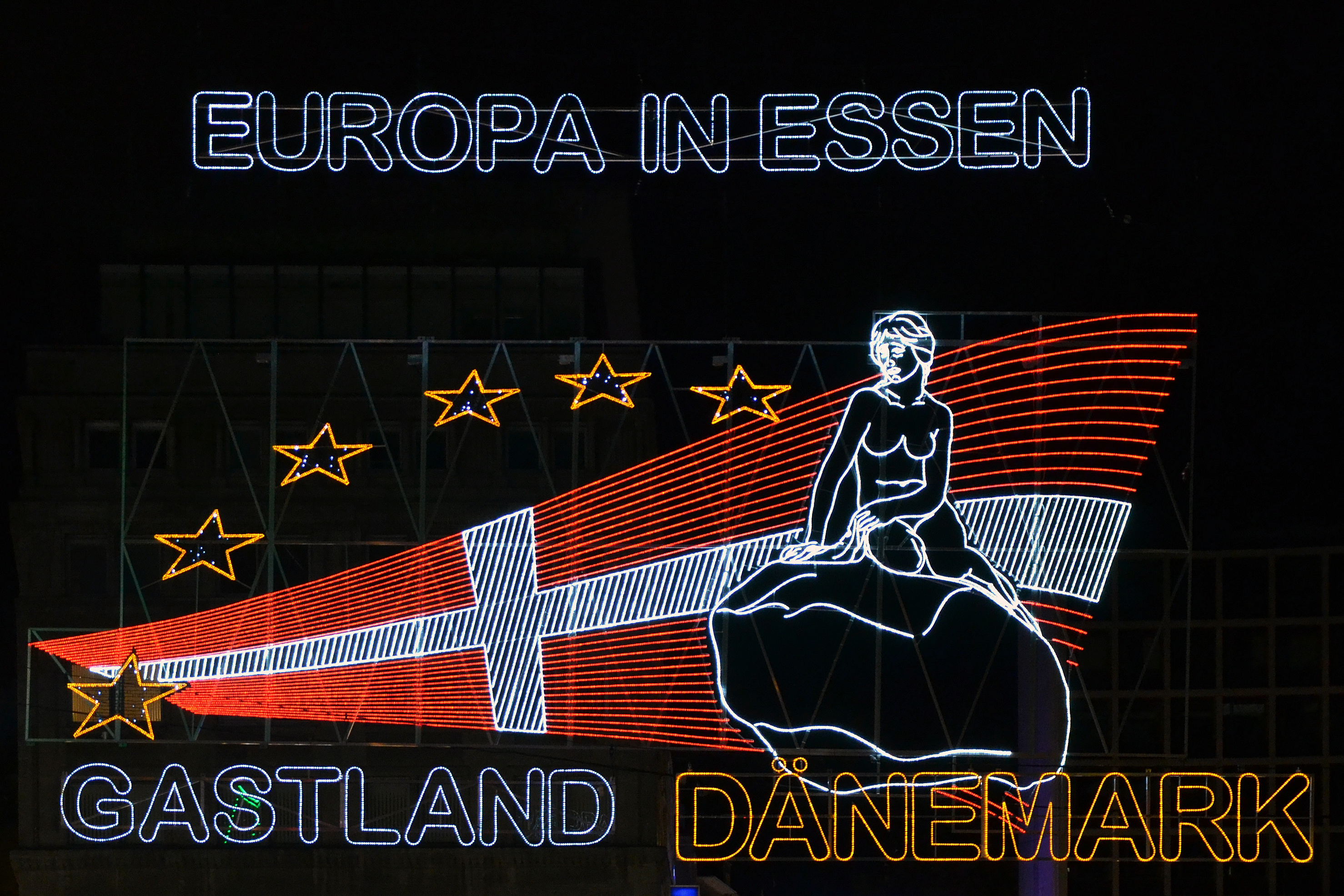
Lichtwochen 2016, Gastland Dänemark, Titelbild am Willy-Brandt-Platz

Zu den Essener Lichtwochen wird die Essener Innenstadt jedes Jahr in der Vorweihnachtszeit mit Leuchttafeln und Lichterschmuck meist zu einem festgelegten Motto beleuchtet. Traditionell werden die Lichtwochen mit einem Rundgang des Stadtoberhauptes und Gästen eröffnet und gelten als bedeutender Teil der Stadtwerbung.
Die Lichtwochen begannen ihre heutige Tradition am 3. Dezember 1950. Doch bereits seit 1928 wurde die Innenstadt in der Weihnachtszeit regelmäßig mit Lichtgirlanden, Sternen und Ähnlichem geschmückt.

## Geschichte

### Vor dem Zweiten Weltkrieg

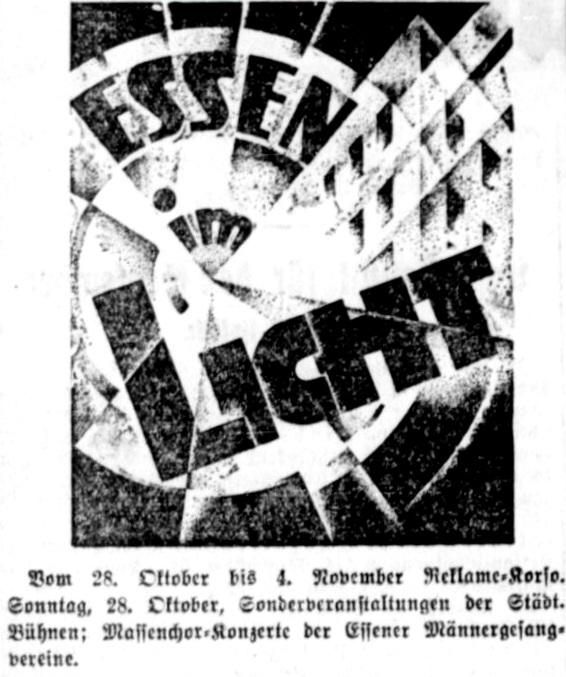
Werbeanzeige 1928

Vor dem Zweiten Weltkrieg wurde vom 28. Oktober bis 4. November 1928 eine erste Lichtwoche in der Essener Innenstadt veranstaltet. Diese sollte Kaufkraft in die Stadt lenken und den Ruf Essens als Geschäftsstadt hervorheben. Die Leitung hatte der Verkehrsverein für den Stadt- und Landkreis Essen in Zusammenarbeit mit der Stadt Essen, dem Verband des Einzelhandels Groß-Essen, dem Innungsausschuss der Wirtevereinigung, der Hotelliervereinignung, dem Verband Deutscher Reklamefachleute und anderen. Der Essener Energieversorger RWE bat um Angaben der Geschäfte, wie viel Stromleistung über das normale Maß hinaus benötigt wird, um die Energieversorgung der Lichtwoche sicherstellen zu können. Jedes Kilowatt Mehrverbrauch wurde mit 10 Pfennigen berechnet. In dieser einen Woche fanden zudem Sonderveranstaltungen künstlerischer (im Saalbau und im Grillo-Theater), sportlicher und werbetechnischer Natur statt.
Den Auftakt der Lichtwoche machte bei regnerischem Wetter ein Reklame-Autokorso mit etwa 150 Wagen unterschiedlicher Essener Firmen, die nach Branchen eingereiht waren, darunter Textilwaren, Schuhwaren, Lebensmittelgewerbe, Wirtschaftsbetriebe, Brauereien, Möbelbetriebe und Zeitungen. Der Korso begann in Bredeney und führte über 80 Kilometer weit über die Franken-, die Bredeneyer-, die Rüttenscheider-, Zweigert-, Hohenzollern-, Kronprinzen-, Kurfürsten- und Steeler Straße weiter nach Steele, Kray, Gelsenkirchen, Buer, Gladbeck, Bottrop, Oberhausen und Mülheim an der Ruhr zurück nach Essen. Er sollte die Stadt Essen als Einkaufszentrale des Industriegebietes hervorheben. In der Innenstadt wurden große Gebäude, wie die Gertrudiskirche, das alte Rathaus mit dem Turm, das Essener Münster, die Lichtburg als Neubau, die Synagoge, der Hauptbahnhof, der Handelshof bis hin zum Saalbau, mit Scheinwerfern angestrahlt, die zusammen eine Leistung von 1.500 Kilowatt hatten. Viele Firmen beleuchteten ihre Häuser, teilweise mit bis zu 30.000 Glühbirnen. Geschäfte dekorierten ihre Schaufenster in besonderem Maße. Essen, damals meist als rußige Industriestadt wahrgenommen, erstrahlte nun erstmals weithin sichtbar im hellen Lichterschein und zog damit Besuchermassen an. Im Stadtgarten gab es zum Abschluss am 4. November 1928 ein Höhenfeuerwerk. Zusätzlich gab es ein Rahmenprogramm mit Darbietungen unter anderem im Saalbau, in den Ausstellungshallen in Rüttenscheid (Vorgänger der Grugahalle) und im Grillo-Theater. Diese Lichtwochen sollten als Symbol die Umwandlung der Stadt in eine Geschäfts- und Verkehrsstadt ersten Ranges zeigen.
In den folgenden Jahren wurde die Stadt weiter mit Lichtern geschmückt. Dazu kam in den 1930er Jahren ein Weihnachtsmarkt, der auf dem Burgplatz seine Verkaufsstände hatte. Auf Anregung des Energiekonzerns RWE ließ man nochmal 1938 die Kettwiger- und die Limbecker Straße mit Lichterketten und Girlanden schmücken.

### 1950er Jahre
Mit dem Slogan Licht lockt Leute begannen Essener Geschäftsleute in Zusammenarbeit mit RWE und AEG, mit Girlanden und einfachen Sternen die nach dem Zweiten Weltkrieg im Wiederaufbau befindliche Innenstadt, die zu rund 90 Prozent zerstört war, zu beleuchten. Die lokalen Tageszeitungen berichteten in der Nachkriegszeit wörtlich, dass die Kunden in der Vorweihnachtszeit die Essener Innenstadt stürmen. Zeitweise mussten die Haupteinkaufsstraßen zu Einbahnstraßen für Fußgänger umfunktioniert werden, um die Menschenmassen bewältigen zu können. Die öffentlichen Verkehrsmittel machten Sonderfahrten. Die Essener Lichtwochen übten nach den düsteren Zeiten des Krieges eine entsprechende Anziehungskraft auf die Menschen aus.
Nachdem das Land 1951 die Verdunkelungsverordnung erließ, wonach zum Zweck der Energieeinsparung die Lichter aller Schaufenster ab 20 Uhr abgeschaltet werden mussten, erhielten die Lichter der Lichtwochen eine Ausnahmegenehmigung bis 22 Uhr. Bald standen die Lichtwochen unter einem jährlich wechselnden Thema: Nachdem es 1950 und 1951 einfach Essen im Licht, 1952 Festival des Lichts und 1953 und 1954 lediglich Kronen und Kristalle hieß, bestimmte 1955 der Grugapark, Essens Gartenausstellung, das Bild der leuchtenden Innenstadt mit dem Motto Gruga in der Stadt. Märchenhaft leuchtete 1001 Nacht im darauffolgenden Jahr 1956. 1957 hieß das Motto Straßen Europas, wobei das Brandenburger Tor zwischen Hauptbahnhof und Hotel Handelshof aufgehängt leuchtete. 1959 gab es die Formen der Zeit.

### 1960er Jahre

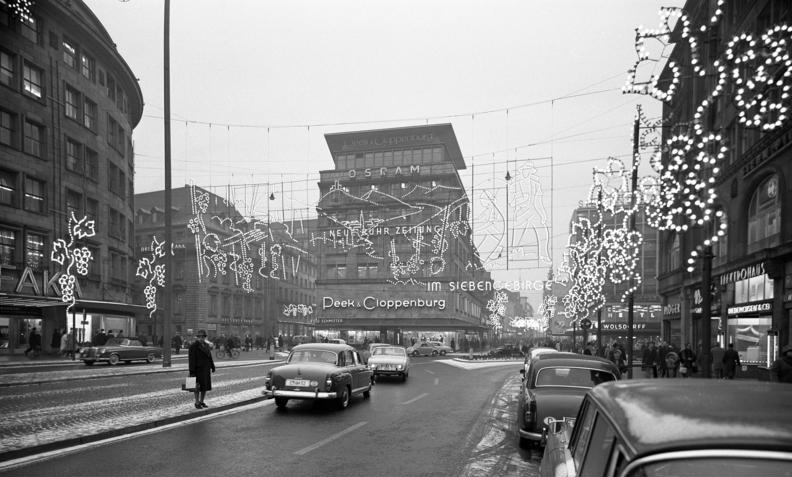
1961: Eine Rheinreise in Licht von Rotterdam bis Basel, hier: Im Siebengebirge

Die Lichtwochen bescherten in diesem Jahrzehnt der sich von einer Montanindustrie- zur Dienstleistungsmetropole wandelnden Stadt wirtschaftliches Wachstum, bedingt durch weiter steigende Besucherzahlen. Man eröffnet die Lichterschau seitdem im Oktober, und nicht wie bisher im Dezember. Die Themen behandelten sportliche oder kulturelle Ereignisse, sowie Politik und Umbrüche dieser Epoche. 1960 begann man mit dem Motto Premiere im Licht, bei der der Entwurf des Aalto-Theaters den Ausschlag gab. Doch dieses wurde erst 1988 eröffnet. Es folgte 1961 Eine Rheinreise in Licht von Rotterdam bis Basel. 1962 hieß das Thema Olympiade des Lichts, 1964 dann Berlin gestern und heute. Der damalige regierende Bürgermeister der geteilten Stadt Berlin, Willy Brandt, eröffnete zum Dank an die Essener die Lichtwochen. 1994 wurde der zentrale Platz nördlich des Hauptbahnhofes in der Stadtmitte nach Brandt benannt. 1965 waren in Bezug auf die Bundesgartenschau im Grugapark Leuchtende Gärten das Motto. 1967 hieß das Thema Märchenland mit Lichtbildern zu Micky Maus, Rotkäppchen und Schneewittchen.

### 1970er Jahre
1970 wurde unter dem Motto Der Weg zum Mond der Weg der Apollo-11-Besatzung nachgezeichnet. Anfang der 1970er Jahre zeigten sich die Lichtschauen, zu Beginn der Trimm-Dich-Bewegung, mit dem Motto Trimm Dich. Dann wurde der Stromverbrauch der Lichtwochen diskutiert, da die Lichterschau in die Zeit der Ölpreiskrise und Sonntagsfahrverbote fiel. 1973 hatte die Warenhauskette Karstadt beschlossen, mit Rücksicht auf mögliche Schwierigkeiten bei der Energieversorgung auf weihnachtliche Lichtwerbung an ihren Warenhäusern am Limbecker Platz und in Rüttenscheid zu verzichten. Zusätzlich einigte sich die Essener Werbegemeinschaft darauf, die Lampen der Lichtwochen täglich 90 Minuten eher auszuschalten. Also wurde anstatt wie bisher zwischen 23 und 24 Uhr bereits bis 22.30 Uhr abgeschaltet. Das sollte laut der Werbegemeinschaft täglich 1200 Kilowatt weniger Verbrauch bedeutet haben. 1974 hieß es: Alle Welt in Essen – 25 Jahre Lichtwochen. In diesen wirtschaftlich schwierigen Jahren wurde bewusst auf lustige Motive gesetzt: 1977 hieß das Motto Max und Moritz, 1978 erstrahlten Loriots Wum und Wendelin, und 1979 malten Kinder die Vorlagen für die Lichtgerüste.

### 1980er Jahre
1981 begann man das Jahrzehnt mit Disney-Figuren in Micky’s Licht Schau, gefolgt von dem Motto Hereinspaziert im Jahr darauf. 1983 wurde die Aktion Ein Herz für Kinder der gute Zweck der Essener Lichtwochen, wobei unter anderem Motive von Charlie Brown zu sehen waren. 1987 widmete sich das Motto dem Bühnengeschehen unter dem Titel Sooo ein Theater. Dann wurden auch lokale Themen, wie beispielsweise 1988 der Bau des Aalto-Theaters, in leuchtende Motive umgesetzt. 1989 feierten die Essener Lichtwochen 40 Jahre Bundesrepublik.

### 1990er Jahre
1992 hieß es Essen mitten in Europa und 1993 Welt der Abenteuer. Passend zum Treffen der 15 europäischen Staats- und Ministerpräsidenten, die sich zum Europa-Gipfel in der Essener Grugahalle trafen, war das Motto 1994 Europa in Essen. 1996 gab man der Lichtschau den Namen Broadway an der Ruhr und zeigte unter anderem Bilder zu den hier ansässigen Musicals wie Joseph und Starlight Express. Zum Anlass der 30. Essen Motor Show in der Messe Essen kamen 1997 erstmals dreidimensionale Lichtskulpturen mit leuchtenden Schläuchen und Röhren zum Einsatz. Ein Jahr später wurden Essener Markenzeichen aus Kultur und Wirtschaft gezeigt. Das 50. Jubiläum der Lichtwochen war 1999 der Anlass.
Im Jahr 2000 begann die Lichtschau unter dem Motto Zehn Jahre Deutsche Einheit, wobei jedem der nun 16 Bundesländer eine Lichtertafel gewidmet wurde. Der Eröffnung wohnten die damaligen Ministerpräsidenten Wolfgang Clement aus Nordrhein-Westfalen und Kurt Biedenkopf aus Sachsen bei, begleitet von Essens damaligem Oberbürgermeister Wolfgang Reiniger.

### 2001 bis 2016: KonzeptEuropa in Essen
Die Lichtwochen wandten sich in den Jahren 2001 bis 2016 der Europäischen Union zu. Das Konzept Europa in Essen wurde 2001 von der Essen Marketing Gesellschaft EMG entwickelt, die heute Organisator der Lichtwochen ist. Jedes Jahr wurde ein Gastland der Europäischen Union auf großformatigen Lichttafeln vorgestellt. Ein Rahmenprogramm mit Kultur und Folklore des Gastlandes sowie ein Länderdorf mit seinen landestypischen Produkten begleiteten jede Vorstellung.
2001 waren die Niederlande zu Gast, 2002 Großbritannien, gefolgt von Finnland. 2004 galt dem neuen EU-Mitglied Polen. 2005 widmete man sich Italien. Das Logo dazu zeigte eine Zeichnung des Kolosseums in Rom in den italienischen Nationalfarben Grün, Weiß und Rot. 2006 war Ungarn das Partnerland. Eine Rolle spielte hier auch die Wahl der Kulturhauptstadt Europas 2010: Essen für das Ruhrgebiet in Deutschland und Pécs für Ungarn. In der ersten Woche wurde die Lichtschau 2006 mit dem zeitgenössischen Lichtkunstwerk von Peter Kozma Leuchtwerke ergänzt. Dazu wurde der Kennedyplatz samt umliegender Gebäude mit wechselnden Motiven angestrahlt, so dass der Betrachter sich inmitten des Kunstwerkes befand. Norwegen war 2007 Partnerland. 2008 war es Österreich, denn im Folgejahr war Linz europäische Kulturhauptstadt. Erstmals wurde 2008 in Deutschland die Winterbeleuchtung einer Stadt, zumindest bei den großen Motiven, auf energiesparende LEDs umgestellt. Die Essener Lichtwochen 2009 rückten Motive unter dem Motto Essen für das Ruhrgebiet – Kulturhauptstadt Europas 2010 ins Rampenlicht. Gleichzeitig hatten die Lichtwochen in diesem Jahr ihr 60. Jubiläum, zu dem in der Hauptstelle der Sparkasse Essen die Ausstellung Glanzlichter – 60 Jahre Essener Lichtwochen mit historischen Bildern und Artikeln durch die Essen Marketing Gesellschaft EMG, die Sparkasse Essen und das Ruhr Museum stattfand.
Mit der 61. Lichtschau im Jahr 2010 präsentierte die Essen Marketing Gesellschaft EMG alle zwanzig Großmotive unter dem gleichen Motto des Vorjahres zum Ausklang des Kulturhauptstadtjahres unverändert noch einmal. Neu war ein Eröffnungsfeuerwerk am 31. Oktober 2010 auf dem Kennedyplatz.
Dann wurde das bisherige Motto Europa zu Gast in Essen fortgesetzt, wobei sich 2011 das Gastland Slowenien und 2012 Frankreich präsentierte. 2013 war Schweden Gastland, wobei die Anlehnung an den Kulturhauptstadtgedanken bestehen blieb, da Umeå diesen Titel 2014 trug. Zudem waren diese 64. Lichtwochen die ersten, die zu 100 Prozent mit energiesparenden LEDs leuchteten, wobei sich Schweden mit Motiven von ABBA, den Wikingern sowie den Figuren Pippi Langstrumpf und Michel aus Lönneberga aus Astrid Lindgrens Kinderliteratur vorstellte. 2014 war das Nachbarland Belgien zu Gast, wobei auch hier der Kulturhauptstadtgedanke weiterlebte, denn 2015 trug Mons den Titel Kulturhauptstadt Europas. Darauf folgte Spanien als Gastland 2015, deren baskische Stadt San Sebastián 2016 Kulturhauptstadt Europas war. Diese Lichtwochen wurden von rund fünf Millionen Besuchern gesehen. Bei der 67. Ausgabe 2016 war Dänemark Gastland, zudem folgte deren zweitgrößte Stadt Aarhus 2017 als Kulturhauptstadt. Die Eröffnung dieser Lichtschau wurde mit einem musiksynchronen Feuerwerk auf dem Kennedyplatz begleitet. Zudem fand das erste Essen Light Festival vom 31. Oktober bis 5. November 2016 statt, bei dem Gebäude in der Nordstadt, darunter die Kreuzeskirche, mit Lichtshows und Videomappings inszeniert wurden.

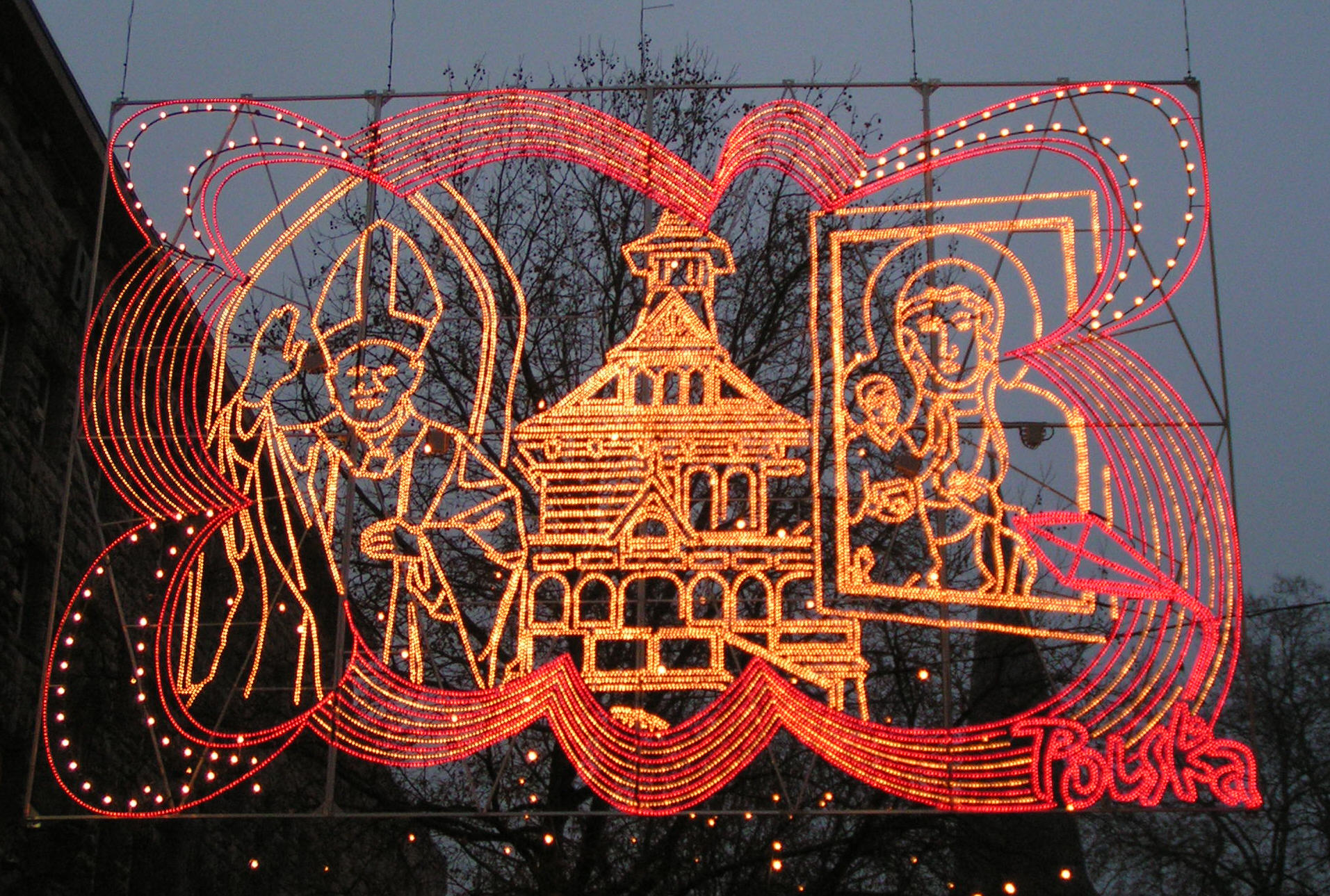
2004: Gastland Polen
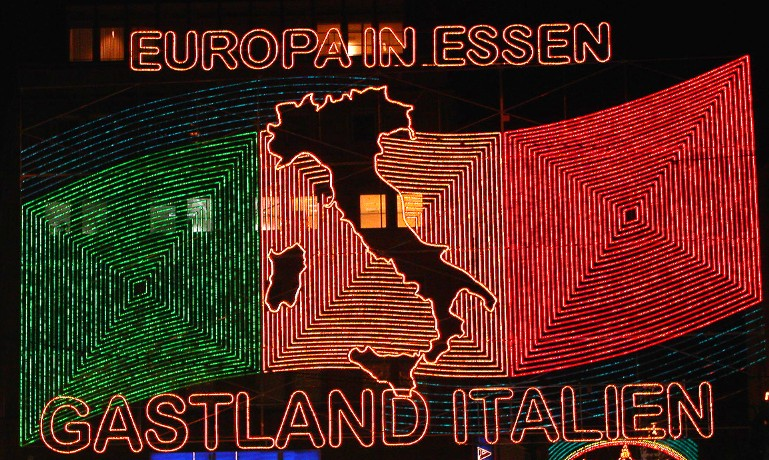
2005: Gastland Italien
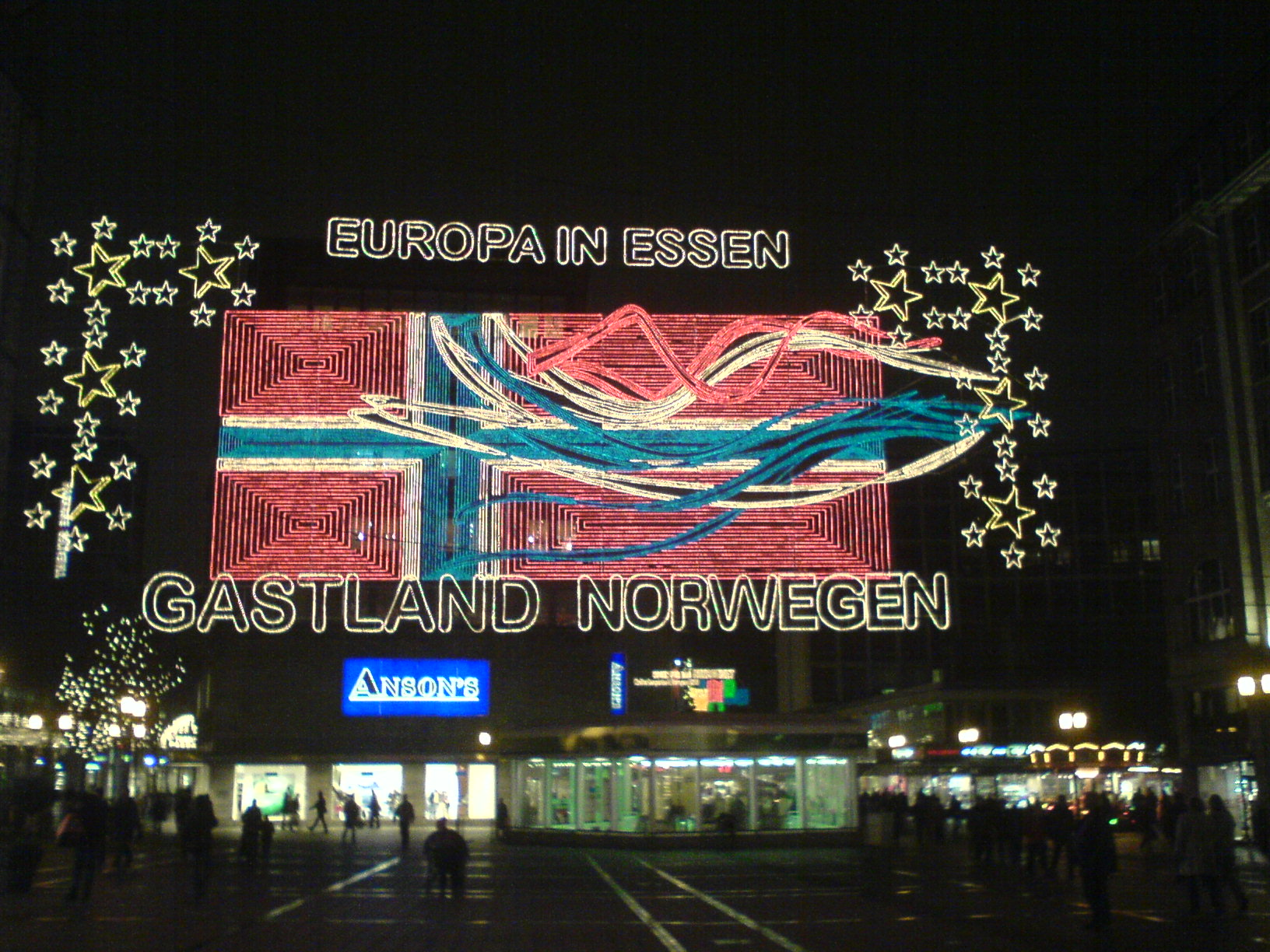
2007: Gastland Norwegen
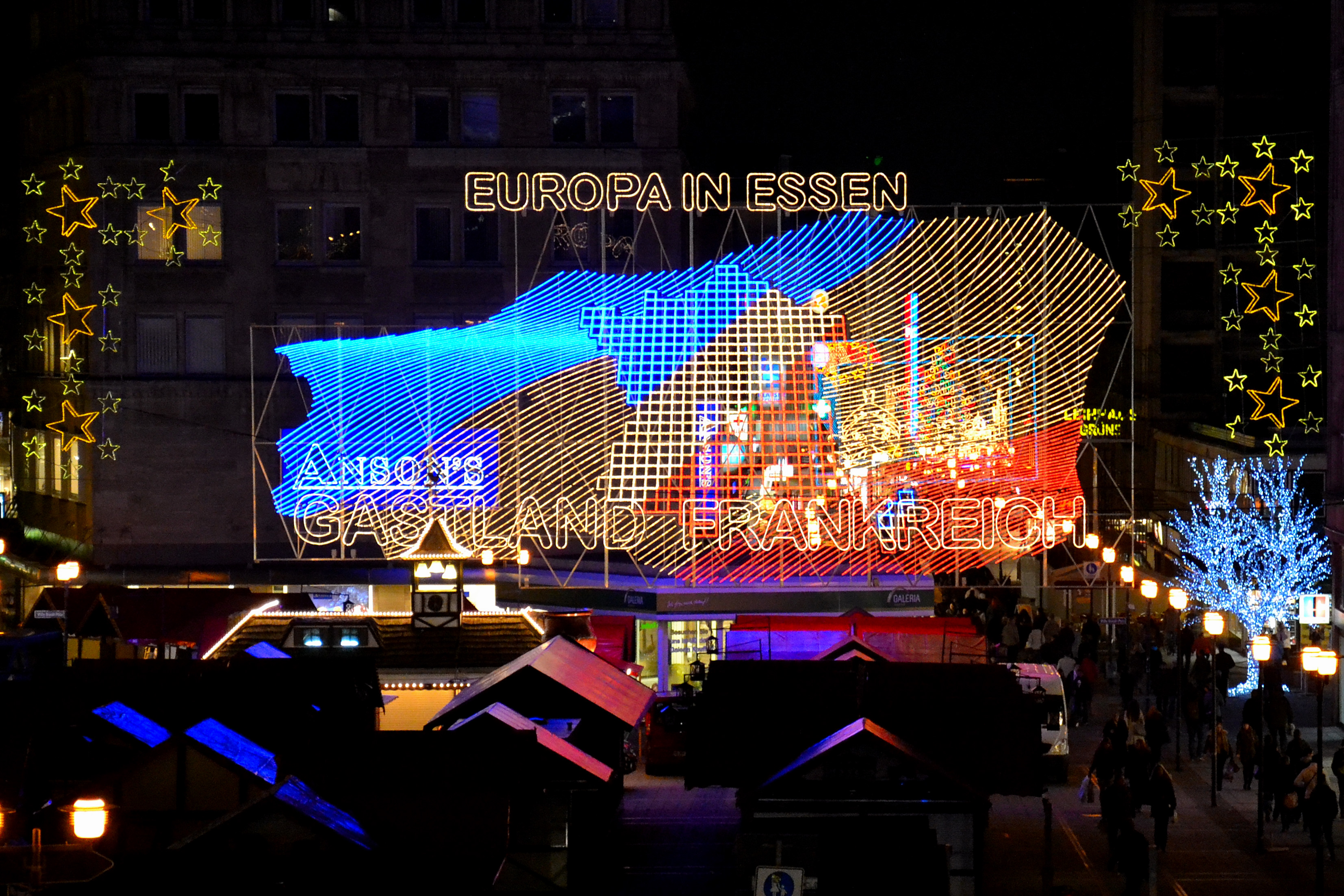
2012: Gastland Frankreich
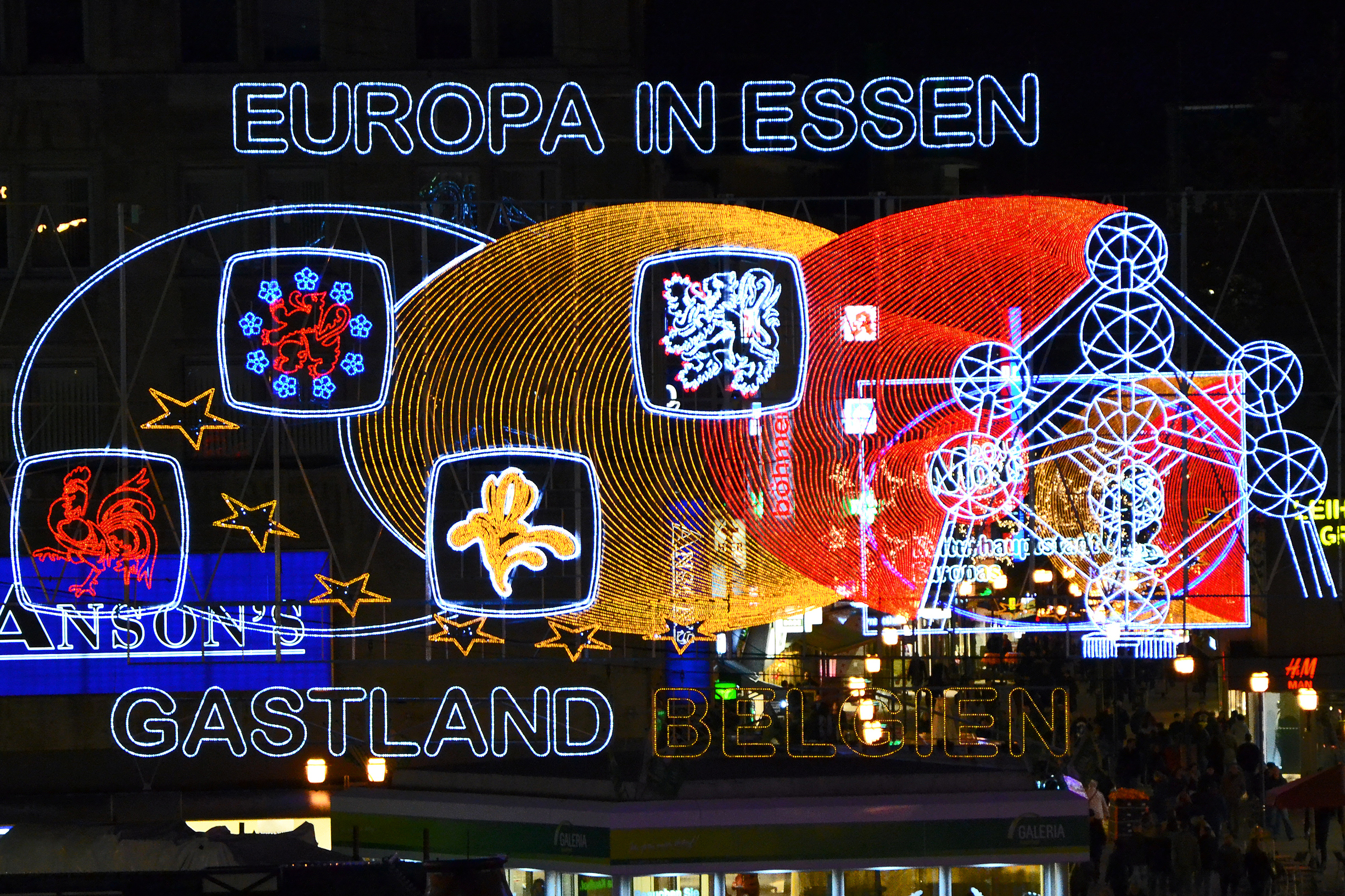
2014: Gastland Belgien
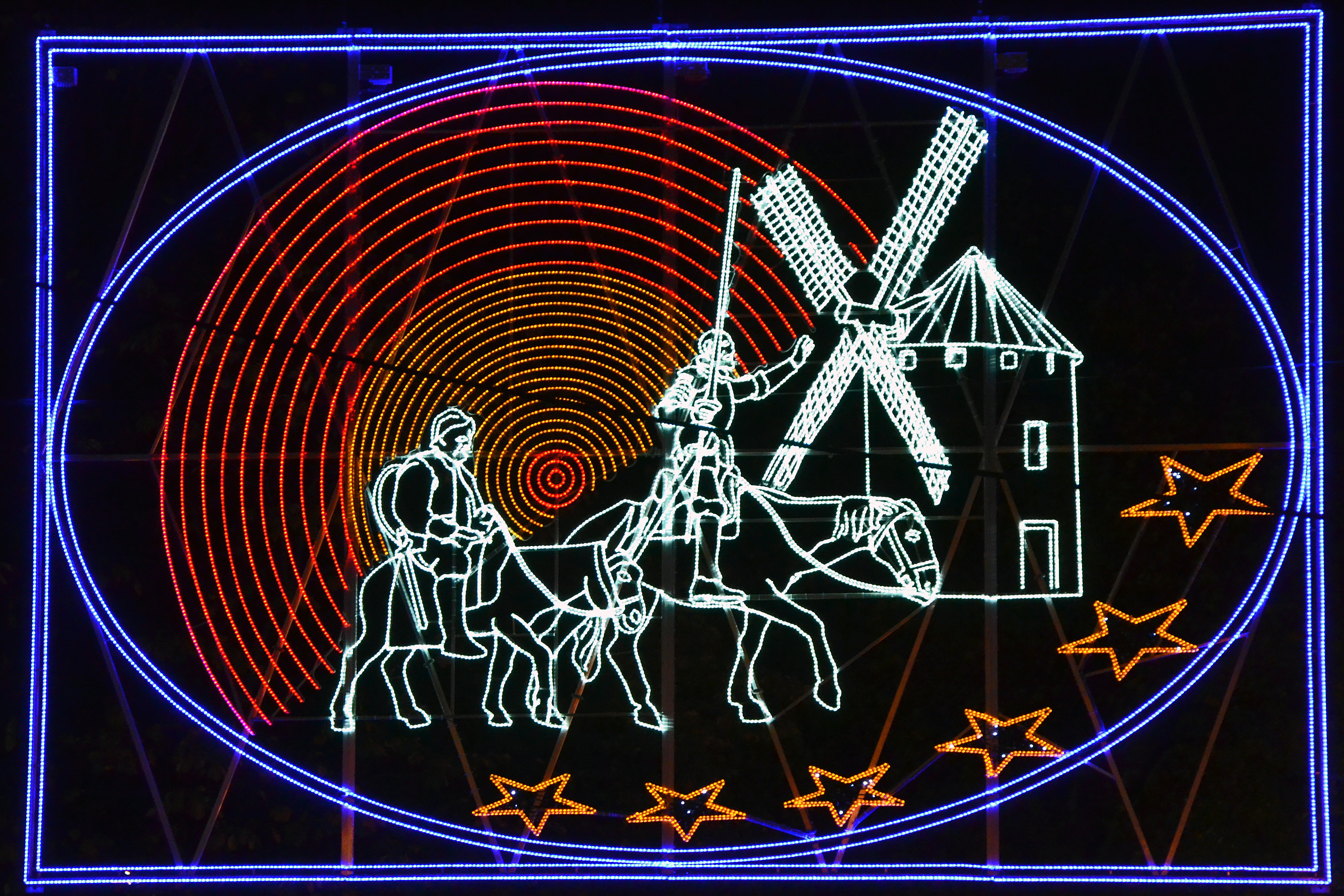
2015: Gastland Spanien

### 2017 bis 2020
Da Essen im Jahr 2017 Grüne Hauptstadt Europas war, standen die Lichtwochen des Jahres unter diesem Motto. Über dem Willy-Brandt-Platz war ein Lichtervorhang aus 30.000 LEDs installiert, auf dem unter anderem Bilder vergangener Lichtwochen gezeigt wurden. In diesem Rahmen fand das Essen Light Festival vom 29. Oktober bis 11. November 2017 zum zweiten Mal statt.
Im Jahr 2018 fanden die Lichtwochen, nach Eröffnungsfeuerwerk in der Parkanlage des Universitätsviertels (Grüne Mitte), erstmals ohne festgelegtes Motto statt. Auch Ihnen ging das Essen Light Festival voraus.
In den Jahren 2019 und 2020 gab es kein festgelegtes Motto.

### Seit 2021
Im Jahr 2021 trat erstmals seit drei Jahren wieder ein Motto auf. Dabei verwandelte sich die Innenstadt in einen Tierpark aus Lichtfiguren. Zu sehen waren Rehe, ein Eisbär, Nashorn, Känguru, Elch und ein Orca. Zudem war das Thema der Eröffnungsveranstaltung 100 Jahre Museum Folkwang. Auch in den Jahren 2022 und 2023 hieß das Motto Ein Tierpark aus Licht. Im Jahr 2024 wird der 75. Geburtstag der Essener Lichtwochen gefeiert. Dabei wird der bekannte Tierpark der vergangenen Jahre erweitert und mit neuen Themenbildern ergänzt, die touristische Ziele Essens zeigen.

## Themenübersicht
Chronologische Auflistung der Themen der Essener Lichtwochen von Beginn bis heute:
| Jahr           | Thema                                                    |
| -------------- | -------------------------------------------------------- |
| 1928–1929/1938 | Vorläuferveranstaltungen                                 |
| 1950           | Essen im Licht                                           |
| 1951           | Essen im Licht                                           |
| 1952           | Festival des Lichts                                      |
| 1953           | Kronen und Kristalle                                     |
| 1954           | Kronen und Kristalle                                     |
| 1955           | Gruga in der Stadt                                       |
| 1956           | 1001 Nacht                                               |
| 1957           | Straßen Europas                                          |
| 1958           | Zwischen gestern und morgen                              |
| 1959           | In den Formen der Zeit                                   |
| 1960           | Premiere in Licht                                        |
| 1961           | Eine Rheinreise in Licht von Rotterdam bis Basel         |
| 1962           | Olympiade des Lichts                                     |
| 1963           | Europäische Impressionen                                 |
| 1964           | Berlin – gestern und heute                               |
| 1965           | Leuchtende Gärten                                        |
| 1966           | Die große Schau                                          |
| 1967           | Märchenland – Kinderland                                 |
| 1968           | Eine Weltreise in Licht                                  |
| 1969           | 20 Jahre Essener Lichtwochen                             |
| 1970           | Der Weg zum Mond                                         |
| 1971           | Susi und Ihre Tiere                                      |
| 1972           | Trimm Dich                                               |
| 1973           | Immer schön fröhlich bleiben                             |
| 1974           | Alle Welt in Essen                                       |
| 1975           | Jahrmarkt der Welt                                       |
| 1976           | Die Welt des fernen Ostens                               |
| 1977           | Max und Moritz – Die 7 Streiche                          |
| 1978           | Wum und Wendelin in Essen                                |
| 1979           | Kinder malen Essener Lichtwochen                         |
| 1980           | Postalgie                                                |
| 1981           | Micky´s Lichtschau                                       |
| 1982           | Hereinspaziert                                           |
| 1983           | Essen – Ein Herz für Kinder                              |
| 1984           | Märchenhaft                                              |
| 1985           | 150 Jahre Deutsche Eisenbahnen                           |
| 1986           | Essen – sprichwörtlich gut                               |
| 1987           | So ein Theater                                           |
| 1988           | Premiere Aalto-Theater                                   |
| 1989           | 40 Jahre Bundesrepublik – Alle Welt willkommen           |
| 1990           | 500 Jahre Post                                           |
| 1991           | Essen leuchtet auf – tierisch gut                        |
| 1992           | Essen mitten in Europa                                   |
| 1993           | Welt der Abenteuer                                       |
| 1994           | Europa in Essen                                          |
| 1995           | 100 Jahre Kino                                           |
| 1996           | Broadway an der Ruhr                                     |
| 1997           | 30 Jahre Essener Motorshow                               |
| 1998           | Essener Glanzlichter                                     |
| 1999           | 50 Jahre Essener Lichtwochen                             |
| 2000           | 10 Jahre Deutsche Einheit                                |
| 2001           | Europa in Essen – Gastland Niederlande                   |
| 2002           | Europa in Essen – Gastland Großbritannien                |
| 2003           | Europa in Essen – Gastland Finnland                      |
| 2004           | Europa in Essen – Gastland Polen                         |
| 2005           | Europa in Essen – Gastland Italien                       |
| 2006           | Europa in Essen – Gastland Ungarn                        |
| 2007           | Europa in Essen – Gastland Norwegen                      |
| 2008           | Europa in Essen – Gastland Österreich                    |
| 2009           | Essen für das Ruhrgebiet – Kulturhauptstadt Europas 2010 |
| 2010           | Essen für das Ruhrgebiet – Kulturhauptstadt Europas 2010 |
| 2011           | Europa in Essen – Gastland Slowenien                     |
| 2012           | Europa in Essen – Gastland Frankreich                    |
| 2013           | Europa in Essen – Gastland Schweden                      |
| 2014           | Europa in Essen – Gastland Belgien                       |
| 2015           | Europa in Essen – Gastland Spanien                       |
| 2016           | Europa in Essen – Gastland Dänemark                      |
| 2017           | Grüne Hauptstadt Europas – Essen 2017                    |
| 2018–2020      | ohne festgelegtes Motto                                  |
| 2021           | Ein Tierpark aus Licht/100 Jahre Museum Folkwang         |
| 2022/2023      | Ein Tierpark aus Licht                                   |
| 2024           | Geburtstag: 75 Jahre Essener Lichtwochen                 |